# DrefGold
DrefGold, de son vrai nom Elia Specolizzi, né le 16 mai 1997 à Racale, est un rappeur et chanteur italien originaire de Bologne en Émilie-Romagne.

## Biographie
Elia Specolizzi naît le 16 mai 1997 à Racale, mais grandit à Bologne. Alors âgé de 15 ans, il sort son premier titre, intitulé Lettera ad un fratello, en juillet 2012. Adolescent, il intègre le groupe Boombap Haze et le collectif Pro Evolution Joint.
Le 16 mai 2016, à l'occasion de ses 19 ans, DrefGold publie son premier projet intitulé Kanaglia Mixtape ; lequel est composé de 34 pistes.
En janvier 2018, DrefGold est invité sur le titre Sciroppo de Sfera Ebbasta issu de l'album Rockstar. En mars 2018, DrefGold signe sur le label BillionHeadz Music Group de Sfera Ebbasta. En juin 2020, il figure, aux côtés de Sfera Ebbasta, sur le titre Tesla de Capo Plaza.
Le 6 juillet 2018, DrefGold publie son premier album studio : Kanaglia. Le projet se classe à la seconde place du Top albums la semaine de sa sortie. « Boss », titre majeur de l'album, est certifié single de platine courant 2019. En octobre 2018, il est invité par Side Baby sur le titre Nuvola. En juin 2019, DrefGold sort le titre Drip.
Le 22 mai 2020, DrefGold sort son second album studio intitulé ELO ; lequel se classe à la première place du Top albums italien.

## Discographie

### Albums studio
- 2018 : Kanaglia
- 2020 : ELO

### Mixtape
- 2016 : Kanaglia Mixtape

### Singles
- 2017 : Kanaglia
- 2017 : Occupato
- 2018 : Boss
- 2018 : Booster
- 2019 : Drip
- 2020 : Snitch E Impicci (featuring FSK Satellite (it))
- 2020 : 223
- 2020 : Elegante (featuring Sfera Ebbasta)
- 2020 : Opps (featuring Capo Plaza)

### Collaborations
- 2016 : Dog Boy feat. DrefGold - #Camper
- 2017 : TDB feat. DrefGold & Inda - Polleggiato
- 2017 : Yamba feat. DrefGold - Cuscino
- 2017 : Billy Milligael feat. DrefGold - Iced
- 2018 : Sfera Ebbasta feat. DrefGold - Sciroppo
- 2018 : Capo Plaza feat. Sfera Ebbasta & DrefGold - Tesla
- 2018 : Gué Pequeno feat. Sfera Ebbasta & DrefGold - Borsello
- 2018 : Side Baby feat. DrefGold - Nuvola
- 2019 : Yung Tory feat. DrefGold - Stop Cappin
- 2019 : NAAR feat. Madd & DrefGold - 777
- 2019 : Enzo Dong feat. DrefGold - Nuovi euro
- 2019 : Dark Santana feat. DrefGold & Giaime (it) - Glock
- 2020 : Dark Polo Gang feat. DrefGold & ANNA - Biberon
- 2020 : Vaz Tè feat. Bresh & DrefGold - Big Dog